# Tomb Raider (jeu vidéo, 2000)
Pour les articles homonymes, voir Tomb Raider (homonymie).
Tomb Raider est un jeu vidéo de plates-formes de la série Tomb Raider. Il a été développé par Core Design et édité par THQ et Eidos en 2000 sur Game Boy Color.

## Synopsis
À Moscou, à la Bibliothèque d'Antiquités Pushkin, Lara Croft rencontre un de ses amis, professeur. Celui-ci lui fait découvrir un manuscrit, selon lequel un cristal contiendrait un esprit. Cet esprit serait celui de Quaxet, un tyran des peuples Inca, Maya et Aztèque. Elle doit retrouver, dans le temple amazonien protégeant le cristal, un autre ami du professeur, Illiat, qui surveille les fouilles. Quand Lara arrive sur les lieux, elle voit le campement saccagé, sans aucune trace de l'explorateur. Elle décide alors de s'aventurer dans le temple, pour retrouver l'ami du professeur.

## Personnages

### Alliés
Lara Croft : Aventurière britannique, se rendant dans un temple amazonien pour retrouver la trace d'Illiat.
Professeur Igor Bowmane : le professeur est un vieil ami et collègue de Lara Croft, travaillant dans le département des anciens artefacts à l'université de Moscou. Il contacte Lara pour lui faire découvrir un ancien manuscrit qui raconte l'histoire de la Pierre de Cauchemar. Son ami Illiat est déjà en quête de l'artefact, mais a informé Bowmane sur le fait que d'autres personnes mal intentionnées cherchent également le manuscrit.
Illiat : Illiat est un archéologue péruvien, et ami du professeur Igor Bowmane. Il a dernièrement été aperçu en Amazonie, en quête de la Pierre de Cauchemar, mais a appris que certaines personnes étaient intéressées par l'artefact. Pas sûr de leurs motivations, Illiat ne leur a rien dit. Lara devait le rencontrer sur le site du temple, mais ne trouve qu'un campement déserté. Quand Lara retrouve sa trace dans le temple, il est déjà mort.

### Antagonistes
Quaxet : un tyran démoniaque possédant de grands pouvoirs. Quaxet a régné sur les terres Maya, Inca et Aztèque. Un jour, les trois nations se sont soulevées contre lui, et trois grand prêtres emprisonnèrent son esprit dans l'artefact nommé la Pierre de Cauchemar. Pour empêcher quiconque de libérer Quaxet, la Pierre a été enfermée à l'intérieur d'une obélisque qui a été enterrée dans un temple amazonien. Bien que Quaxet n'apparaisse pas durant le jeu, il joue un rôle important dans l'histoire.

## Accueil
Le jeu a globalement été bien reçu par les critiques du monde entier. Véritable renouveau après les épisodes précédents, devenant de plus en plus catastrophiques. Bien que le personnage ne soit formé que de 48 pixels, l'héroïne arrive à se refaire une santé, et fait sa promotion à l'aide de ce jeu. Elle aura une notation très élevée, pouvant réellement être classée dans les jeux de base de Tomb Raider.